# Dora Möller
Dora Möller (* 16. Oktober 1894 in Rehhorst; † 2. November 1981 in
Lübeck; gebürtig Dorothea Schomann) war eine deutsche Politikerin (SPD). Sie gehörte 1946 dem ersten ernannten Landtag von Schleswig-Holstein an.

## Leben
Dora Möller war die Tochter eines Tagelöhners; sie hatte drei Geschwister. Ihr Elternhaus war sozialdemokratisch geprägt. 1919 heiratete sie Johannes Möller, der in Lübeck als Sozialdemokrat aktiv war. Sie trat 1919 in die SPD ein. Zu ihren Zeitgenossen in Lübeck, wo sie mit ihrer Familie lebte, gehörte Willy Brandt, mit dem sie zusammen in einer Laienspielgruppe auftrat. Sie war Mitglied der Arbeiterwohlfahrt, gehörte dem Aufsichtsrat der örtlichen Konsumgenossenschaft an und kümmerte sich um verwahrloste Jugendliche.
Dora Möllers Mann wurde 1935 von den Nationalsozialisten inhaftiert. Sie kämpfte um seine Freilassung. Dabei wandte sie sich zunächst erfolglos an den NSDAP-Gauleiter Friedrich Hildebrandt und schließlich an Hermann Göring. Ihr Mann wurde drei Monate später freigelassen. Er starb 1944. Nach Ende des Zweiten Weltkriegs nahm sie am 17. Mai 1945 ihre politische Arbeit in der SPD wieder auf. Auch in dieser Zeit galt ihr Einsatz vor allem Jugendlichen in Not, wohinter die eigenen Kinder zurückstanden. Ihnen sagte sie, wie ihr Sohn berichtete: Du brauchst keine Hilfe, aber die brauchen Hilfe.
1946 wurde sie in den ersten Landtag Schleswig-Holsteins berufen, dessen Mitglieder von der britischen Militärregierung ernannt wurden, und gehörte dem Ausschuss für das Gesundheitswesen an. Nach dem Ende ihres Landtagsmandats widmete sie sich der Parteiarbeit im SPD-Ortsverein Holstentor-Süd in Lübeck. Die Arbeit der SPD-Frauengruppen empfand sie als zu unpolitisch und kritisierte das mangelnde politische Interesse von Frauen: Ihr dürft doch nicht alles den Männern überlassen!